# Cryptoerithus nonaut
Cryptoerithus nonaut là một loài nhện trong họ Gnaphosidae.
Loài này thuộc chi Cryptoerithus. Cryptoerithus nonaut được Norman I. Platnick & Barbara Baehr miêu tả năm 2006.